# Harefanaese
Harefanaese is een bestuurslaag in het regentschap Nias Utara van de provincie Noord-Sumatra, Indonesië. Harefanaese telt 1011 inwoners (volkstelling 2010).